# Campeonato de mano parejas 2019
El Campeonato de mano parejas 2019, competición de pelota vasca en la variante profesional de pelota mano parejas de primera categoría, que se disputó en 2018 y 2019. Estuvo organizado por las empresas promotoras ASPE y Asegarce, componentes de la LEP.M. Los pelotaris de la promotora guipuzcoana ASPE, Danel Elezkano y Beñat Rezusta se proclamaron campeones.

## Parejas
| - Parejas de Asegarce: - Oinatz Bengoetxea, Bengoetxea VI-Ander Imaz - Aimar Olaizola, Olaizola II-Jon Ander Albisu - Mikel Urrutikoetxea-Andoni Aretxabaleta - Iñaki Artola-Jon Mariezkurrena, Mariezkurrena II - Suplentes de Asegarce: - Axier Arteaga, Arteaga II - Víctor Esteban - Mikel Larunbe - Unai Laso - Ibai Zabala |  | - Parejas de ASPE: - Jokin Altuna, Altuna III-Julen Martija - Danel Elezkano, Elezkano II-Beñat Rezusta - Joseba Ezkurdia-Ladis Galarza - Iker Irribarria-José Javier Zabaleta |

## Liguilla de cuartos

### Primera jornada
| Fecha    | Frontón y localidad          | Rojo                | Azul                       | Tanteo |
| -------- | ---------------------------- | ------------------- | -------------------------- | ------ |
| 23/11/18 | Frontón Larrunari, Amézqueta | Altuna III-Martija  | Ezkurdia-Ladis Galarza     | 22-19  |
| 24/11/18 | Frontón Labrit, Pamplona     | Olaizola II-Albisu  | Urrutikoetxea-Aretxabaleta | 22-21  |
| 25/11/18 | Frontón Municipal, Vergara   | Elezkano II-Rezusta | Irribarria-Zabaleta        | 15-22  |
| 26/11/18 | Frontón Beotibar, Tolosa     | Bengoetxea VI-Imaz  | Artola-Mariezkurrena II    | 14-22  |

### Segunda jornada
| Fecha    | Frontón y localidad              | Rojo                       | Azul                    | Tanteo |
| -------- | -------------------------------- | -------------------------- | ----------------------- | ------ |
| 30/11/18 | Frontón Astelena, Éibar          | Altuna III-Martija         | Irribarria-Zabaleta     | 22-19  |
| 01/12/18 | Frontón Vall d'Hebron, Barcelona | Ezkurdia-Ladis Galarza     | Elezkano II-Rezusta     | 6-22   |
| 01/12/18 | Frontón Remontival, Estella      | Olaizola II-Albisu         | Bengoetxea VI-Imaz      | 22-15  |
| 02/12/18 | Frontón Bizkaia, Bilbao          | Urrutikoetxea-Aretxabaleta | Artola-Mariezkurrena II | 13-22  |

### Tercera jornada
| Fecha    | Frontón y localidad       | Rojo                   | Azul                       | Tanteo |
| -------- | ------------------------- | ---------------------- | -------------------------- | ------ |
| 06/12/18 | Frontón Beotibar, Tolosa  | Bengoetxea VI-Imaz     | Urrutikoetxea-Ibai Zabala* | 22-10  |
| 07/12/18 | Frontón Municipal, Arbizu | Ezkurdia-Ladis Galarza | Irribarria-Rezusta         | 22-8   |
| 08/12/18 | Frontón Labrit, Pamplona  | Altuna III-Martija     | Elezkano II-Rezusta        | 17-22  |
| 09/12/18 | Frontón Astelena, Éibar   | Olaizola II-Albisu     | Artola-Mariezkurrena II    | 22-20  |

### Cuarta jornada
| Fecha    | Frontón y localidad                      | Rojo                    | Azul                       | Tanteo |
| -------- | ---------------------------------------- | ----------------------- | -------------------------- | ------ |
| 13/12/18 | Frontón Ederrena, Villarreal de Urrechua | Artola-Mariezkurrena II | Irribarria-Zabaleta        | 6-22   |
| 14/12/18 | Frontón Municipal, Arrigorriaga          | Bengoetxea VI-Imaz      | Elezkano II-Rezusta        | 13-22  |
| 15/12/18 | Frontón Labrit, Pamplona                 | Olaizola II-Albisu      | Ezkurdia-Ladis Galarza     | 13-22  |
| 16/12/18 | Frontón Atano III, San Sebastián         | Altuna III-Martija      | Urrutikoetxea-Aretxabaleta | 20-22  |

### Quinta jornada
| Fecha    | Frontón y localidad              | Rojo                   | Azul                    | Tanteo |
| -------- | -------------------------------- | ---------------------- | ----------------------- | ------ |
| 21/12/18 | Frontón Santi Brouard, Lequeitio | Urrutikoetxea-Larunbe* | Irribarria-Zabaleta     | 15-22  |
| 22/12/18 | Frontón Uarkape, Mondragón       | Bengoetxea VI-Imaz     | Ezkurdia-Ladis Galarza  | 22-18  |
| 23/12/18 | Frontón Bizkaia, Bilbao          | Olaizola II-Albisu     | Elezkano II-Rezusta     | 22-11  |
| 25/12/18 | Frontón Astelena, Éibar          | Altuna III-Martija     | Artola-Mariezkurrena II | 17-22  |

### Sexta jornada
| Fecha    | Frontón y localidad          | Rojo                       | Azul                   | Tanteo |
| -------- | ---------------------------- | -------------------------- | ---------------------- | ------ |
| 28/12/18 | Frontón Beotibar, Tolosa     | Bengoetxea VI-Imaz         | Irribarria-Zabaleta    | 12-22  |
| 29/12/18 | Frontón Municipal, Echévarri | Elezkano II-Rezusta        | Laso*-Mariezkurrena II | 22-11  |
| 30/12/18 | Frontón Labrit, Pamplona     | Urrutikoetxea-Aretxabaleta | Ezkurdia-Ladis Galarza | 22-18  |
| 01/01/19 | Frontón Astelena, Éibar      | Altuna III-Martija         | Olaizola II-Albisu     | 12-22  |

### Séptima jornada
| Fecha    | Frontón y localidad        | Rojo                       | Azul                    | Tanteo |
| -------- | -------------------------- | -------------------------- | ----------------------- | ------ |
| 05/01/19 | Frontón Municipal, Vergara | Urrutikoetxea-Aretxabaleta | Elezkano II-Rezusta     | 9-22   |
| 05/01/19 | Frontón Beotibar, Tolosa   | Ezkurdia-Ladis Galarza     | Artola-Mariezkurrena II | 16-22  |
| 05/01/19 | Frontón Labrit, Pamplona   | Altuna III-Martija         | Bengoetxea VI-Imaz      | 13-22  |
| 06/01/19 | Frontón Astelena, Éibar    | Olaizola II-Albisu         | Irribarria Zabaleta     | 19-22  |

### Octava jornada
| Fecha    | Frontón y localidad         | Rojo                | Azul                       | Tanteo |
| -------- | --------------------------- | ------------------- | -------------------------- | ------ |
| 11/01/19 | Frontón Bizkaia, Bilbao     | Olaizola II-Albisu  | Urrutikoetxea-Aretxabaleta | 22-19  |
| 11/01/19 | Frontón Municipal, Guetaria | Bengoetxea VI-Imaz  | Artola-Mariezkurrena II    | 11-22  |
| 12/01/19 | Frontón Labrit, Pamplona    | Altuna III-Martija  | Ezkurdia-Ladis Galarza     | 22-15  |
| 13/01/19 | Frontón Aitzuri, Zumaya     | Elezkano II-Rezusta | Irribarria-Zabaleta        | 22-19  |

### Novena jornada
| Fecha    | Frontón y localidad      | Rojo                   | Azul                    | Tanteo |
| -------- | ------------------------ | ---------------------- | ----------------------- | ------ |
| 18/01/19 | Frontón Trobika, Munguía | Ezkurdia-Ladis Galarza | Laso*-Aretxabaleta      | 22-18  |
| 19/01/19 | Frontón Bizkaia, Bilbao  | Altuna III-Martija     | Olaizola II-Albisu      | 9-22   |
| 19/01/19 | Frontón Labrit, Pamplona | Elezkano II-Rezusta    | Artola-Mariezkurrena II | 22-14  |
| 20/01/19 | Frontón Astelena, Éibar  | Bengoetxea VI-Imaz     | Irribarria-Zabaleta     | 6-22   |

### Décima jornada
| Fecha    | Frontón y localidad                               | Rojo                    | Azul                | Tanteo |
| -------- | ------------------------------------------------- | ----------------------- | ------------------- | ------ |
| 25/01/19 | Frontón Daniel Ugarte, Hendaya                    | Ezkurdia-Ladis Galarza  | Elezkano II-Rezusta | 10-22  |
| 26/01/19 | Frontón Labrit, Pamplona                          | Olaizola II-Albisu      | Bengoetxea VI-Imaz  | 14-22  |
| 26/01/19 | Frontón Universidad de la Pelota, Marquina-Jeméin | Artola-Mariezkurrena II | Laso*-Aretxabaleta  | 22-11  |
| 27/01/19 | Frontón Beotibar, Tolosa                          | Altuna III-Martija      | Irribarria-Zabaleta | 22-20  |

### Undécima jornada
| Fecha    | Frontón y localidad         | Rojo                    | Azul                   | Tanteo |
| -------- | --------------------------- | ----------------------- | ---------------------- | ------ |
| 01/02/19 | Frontón Municipal, Urdúliz  | Bengoetxea VI-Imaz      | Elezkano II-Rezusta    | 15-22  |
| 02/02/19 | Frontón Labrit, Pamplona    | Artola-Mariezkurrena II | Irribarria-Zabaleta    | 15-22  |
| 02/02/19 | Frontón Igarondo, Idiazábal | Olaizola II-Albisu      | Ezkurdia-Ladis Galarza | 11-22  |
| 03/02/19 | Frontón Bizkaia, Bilbao     | Altuna III-Martija      | Víctor*-Aretxabaleta   | 22-14  |

### Decimosegunda jornada
| Fecha    | Frontón y localidad         | Rojo                    | Azul                 | Tanteo |
| -------- | --------------------------- | ----------------------- | -------------------- | ------ |
| 08/02/19 | Frontón Ereta, Tafalla      | Bengoetxea VI-Imaz      | Víctor*-Aretxabaleta | 15-22  |
| 08/02/19 | Frontón Izarraitz, Azpeitia | Ezkurdia-Ladis Galarza  | Irribarria-Zabaleta  | 22-21  |
| 09/02/19 | Frontón Labrit, Pamplona    | Altuna III-Martija      | Elezkano II-Rezusta  | 22-8   |
| 10/02/19 | Frontón Ogueta, Vitoria     | Artola-Mariezkurrena II | Arteaga II*-Albisu   | 22-15  |

### Decimotercera jornada
| Fecha    | Frontón y localidad                 | Rojo                       | Azul                    | Tanteo |
| -------- | ----------------------------------- | -------------------------- | ----------------------- | ------ |
| 15/02/19 | Frontón Ultzama, Ulzama             | Urrutikoetxea-Aretxabaleta | Irribarria-Zabaleta     | 6-22   |
| 16/02/19 | Frontón Labrit, Pamplona            | Bengoetxea VI-Imaz         | Ezkurdia-Ladis Galarza  | 14-22  |
| 16/02/19 | Polideportivo de La Juventud, Soria | Elezkano II-Rezusta        | Víctor*-Albisu          | 17-22  |
| 17/02/19 | Frontón Beotibar, Tolosa            | Altuna III-Martija         | Artola-Mariezkurrena II | 22-15  |

### Decimocuarta jornada
| Fecha    | Frontón y localidad              | Rojo                       | Azul                    | Tanteo |
| -------- | -------------------------------- | -------------------------- | ----------------------- | ------ |
| 22/02/19 | Frontón Zubikoa, Oñate           | Urrutikoetxea-Aretxabaleta | Elezkano II-Rezusta     | 14-22  |
| 23/02/19 | Frontón Labrit, Pamplona         | Ezkurdia-Ladis Galarza     | Artola-Mariezkurrena II | 22-21  |
| 23/02/19 | Frontón Auzoeta, Ataun           | Víctor*-Albisu             | Irribarria-Zabaleta     | 18-22  |
| 24/02/19 | Frontón Atano III, San Sebastián | Altuna III-Martija         | Bengoetxea VI-Imaz      | 22-18  |

### Clasificación de la liguilla de cuartos
| Pelotaris                    | Jugados | Ganados | Perdidos | Tantos a favor | Tantos en contra | Dif |
| ---------------------------- | ------- | ------- | -------- | -------------- | ---------------- | --- |
| Elezkano II - Rezusta        | 14      | 10      | 4        | 271            | 216              | +55 |
| Irribarria - Zabaleta        | 14      | 9       | 5        | 285            | 221              | +64 |
| Olaizola II - Albisu         | 14      | 8       | 6        | 266            | 256              | +10 |
| Altuna III - Martija         | 14      | 8       | 6        | 264            | 260              | +4  |
| Artola - Mariezkurrena II    | 14      | 7       | 7        | 256            | 251              | +5  |
| Ezkurdia - Ladis Galarza     | 14      | 7       | 7        | 256            | 260              | -4  |
| Bengoetxea VI - Imaz         | 14      | 4       | 10       | 220            | 275              | -55 |
| Urrutikoetxea - Aretxabaleta | 14      | 3       | 11       | 216            | 295              | -79 |

## Liguilla de semifinales

### Primera jornada
| Fecha    | Frontón y localidad      | Rojo                | Azul                | Tanteo |
| -------- | ------------------------ | ------------------- | ------------------- | ------ |
| 09/03/19 | Frontón Labrit, Pamplona | Elezkano II-Rezusta | Víctor*-Albisu      | 22-12  |
| 10/03/19 | Frontón Astelena, Éibar  | Altuna III-Martija  | Irribarria-Zabaleta | 16-22  |

### Segunda jornada
| Fecha    | Frontón y localidad      | Rojo                | Azul                | Tanteo |
| -------- | ------------------------ | ------------------- | ------------------- | ------ |
| 16/03/19 | Frontón Labrit, Pamplona | Altuna III-Martija  | Víctor*-Albisu      | 22-19  |
| 17/03/19 | Frontón Bizkaia, Bilbao  | Elezkano II-Rezusta | Irribarria-Zabaleta | 12-22  |

### Tercera jornada
| Fecha    | Frontón y localidad              | Rojo               | Azul                | Tanteo |
| -------- | -------------------------------- | ------------------ | ------------------- | ------ |
| 23/03/19 | Frontón Labrit, Pamplona         | Víctor*-Albisu     | Irribarria-Zabaleta | 12-22  |
| 24/03/19 | Frontón Atano III, San Sebastián | Altuna III-Martija | Elezkano II-Rezusta | 10-22  |

### Clasificación de la liguilla de semifinales
| Pelotaris             | Jugados | Ganados | Perdidos | Tantos a favor | Tantos en contra | Dif |
| --------------------- | ------- | ------- | -------- | -------------- | ---------------- | --- |
| Irribarria - Zabaleta | 3       | 3       | 0        | 66             | 40               | +26 |
| Elezkano II - Rezusta | 3       | 2       | 1        | 56             | 44               | +12 |
| Altuna III - Martija  | 3       | 1       | 2        | 48             | 63               | -15 |
| Víctor* - Albisu      | 3       | 0       | 3        | 43             | 66               | -23 |

## Final
| Fecha    | Frontón y localidad     | Rojo                | Azul                | Tanteo |
| -------- | ----------------------- | ------------------- | ------------------- | ------ |
| 07/04/19 | Frontón Bizkaia, Bilbao | Elezkano II-Rezusta | Irribarria-Zabaleta | 22-19  |